# Betonica officinalis
La betónica (Betonica officinalis) es una pequeña especie de planta con flores perteneciente a la familia Lamiaceae. Es nativa de Europa donde crece en bosques, pastos y campiñas.

## Características
Es una planta herbácea perenne que alcanza los 65 cm de altura con raíz gruesa y leñosa. Tallos cuadrados, peludos con sus hojas basales dispuestas en roseta con un largo peciolo, forma de corazón y recia nervadura en relieve con bordes dentados. Las flores aparecen en junio-agosto y son de color rojo o rosa y se reúnen en una espiga terminal densa. La corola es tubular.

## Historia
Antonius Musa, médico del Emperador Augusto, en un tratado médico de la época indicaba que la Betónica era una cura cierta para al menos cuarenta enfermedades diferentes. En la Edad Media se plantaba en iglesias y monasterios y se colgaba del cuello por la creencia de que protegía de los malos espíritus.
La planta es común en la parte meridional de Europa, siendo catalogada como oficinal en tiempos pasados. 

## Propiedades
- En uso externo utilizada para cicatrizar heridas infectadas o supurantes.
- En uso interno como astringente para las diarreas, casos de palpitaciones, migraña y neuralgias.

## Taxonomía
Betonica officinalis fue descrita por Carlos Linneo y publicada en Species Plantarum 2: 573, en 1753.

#### Etimología
Véase: Betonica
officinalis: epíteto latino que significa "oficinal, medicinal, de venta en herbarios".

#### Subespecies y variedades
Comprende 4 subespecies y 2 variedades aceptadas:
- Betonica officinalis subsp. haussknechtii Nyman, 1890
- Betonica officinalis subsp. officinalis
- Betonica officinalis subsp. skipetarum Jáv., 1921
- Betonica officinalis subsp. velebitica (A.Kern.) Nyman, 1889
- Betonica officinalis var. algeriensis (de Noé) Ball, 1878
- Betonica officinalis var. serotina (Host) Nyman, 1881

## Nombres comunes
- Castellano: albutrónica, beltrónica, betonica, betónica, betónicao, betrónica, bretónica, bretoña, salima fina, salvia, savia, selima fina, vetónica.[4]

## Galería

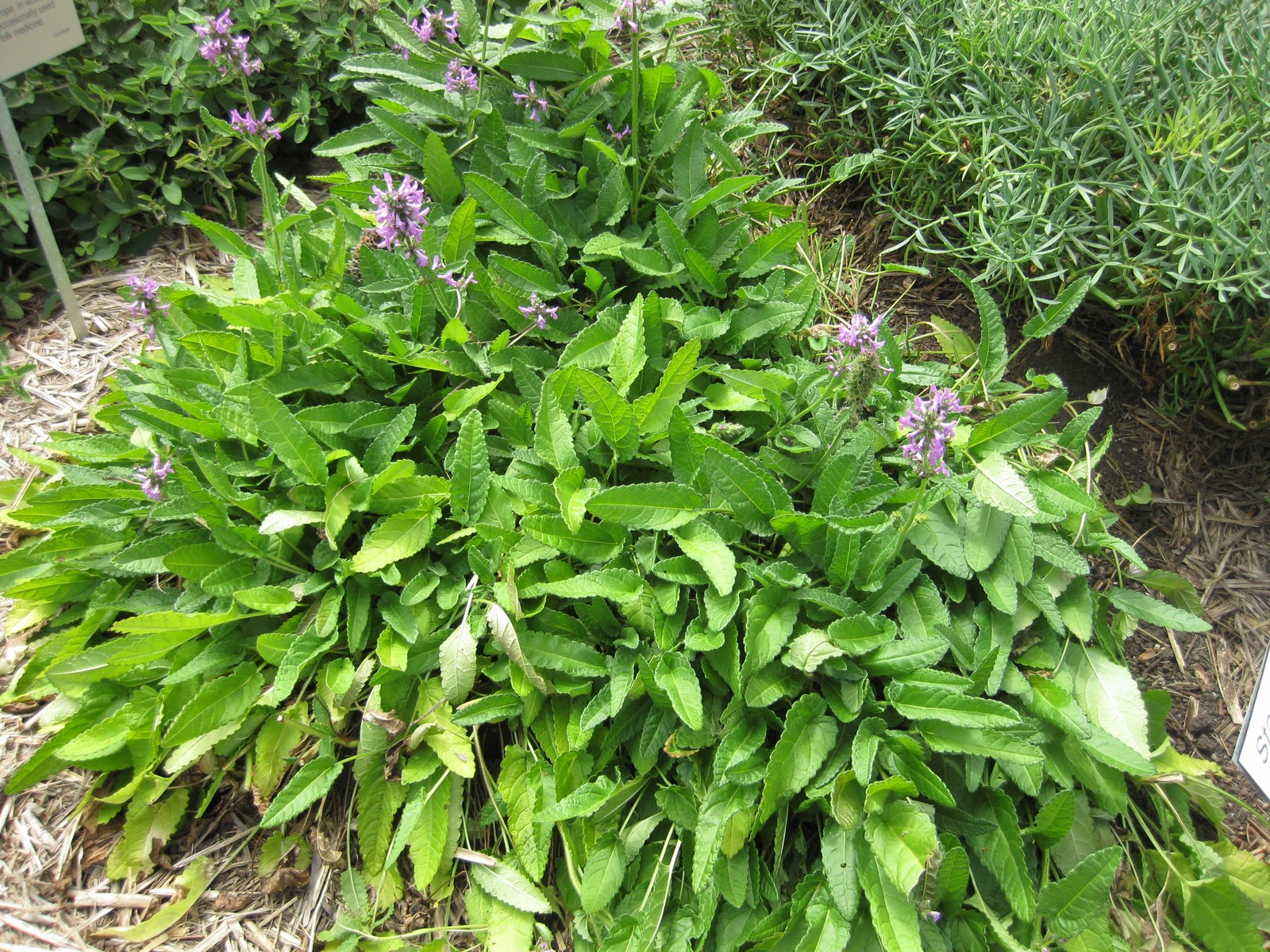
En su hábitat
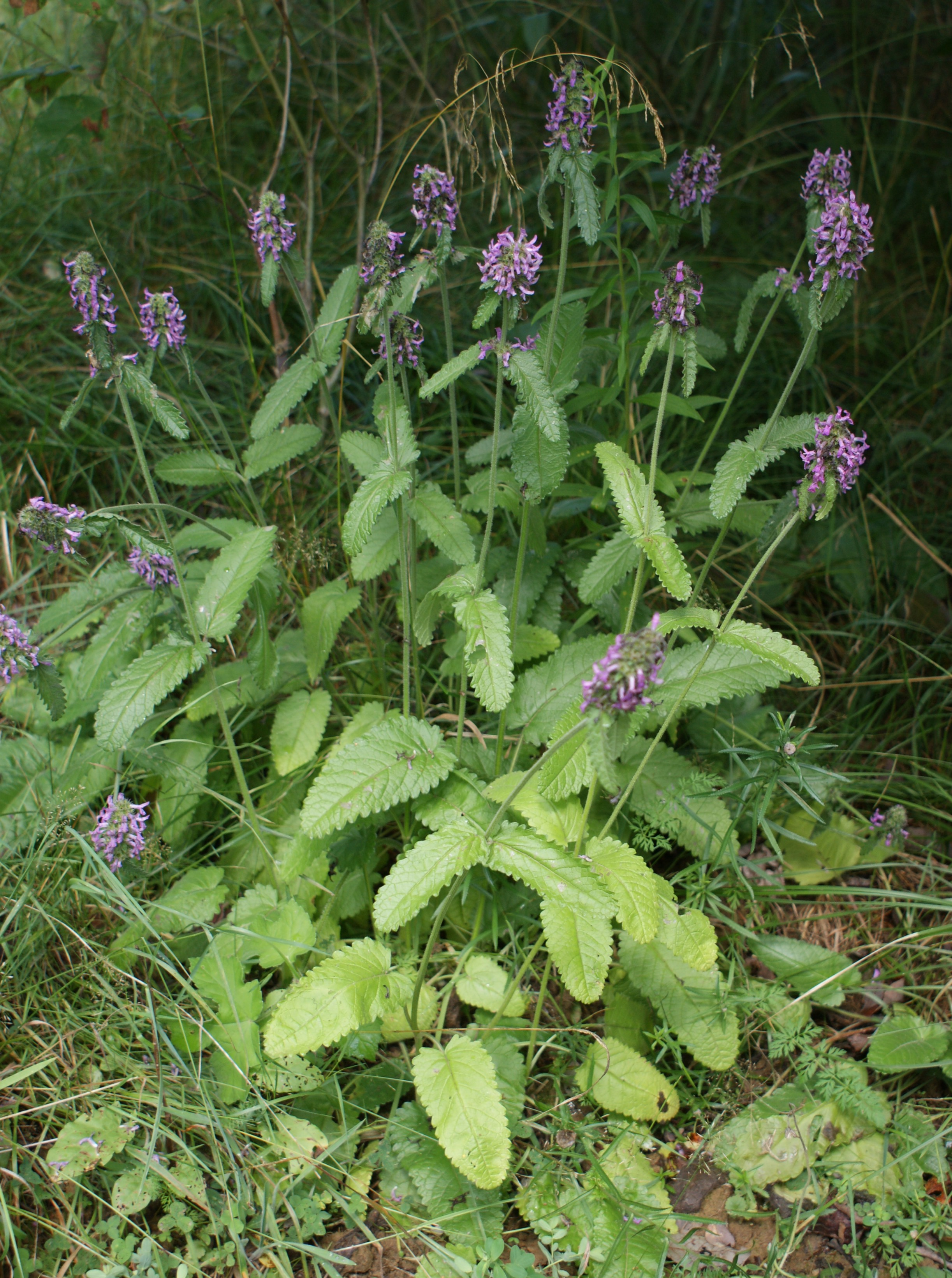
Especie silvestre en Szczecin, Polonia.
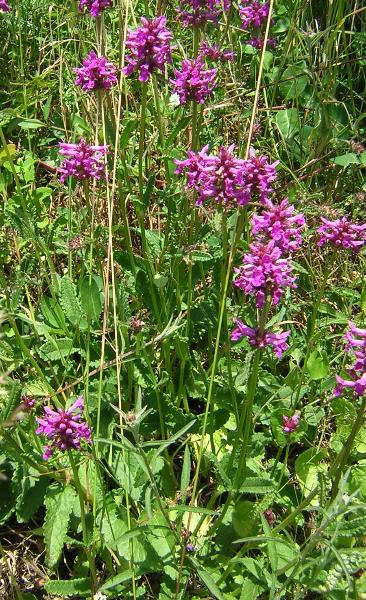
Vista de la planta
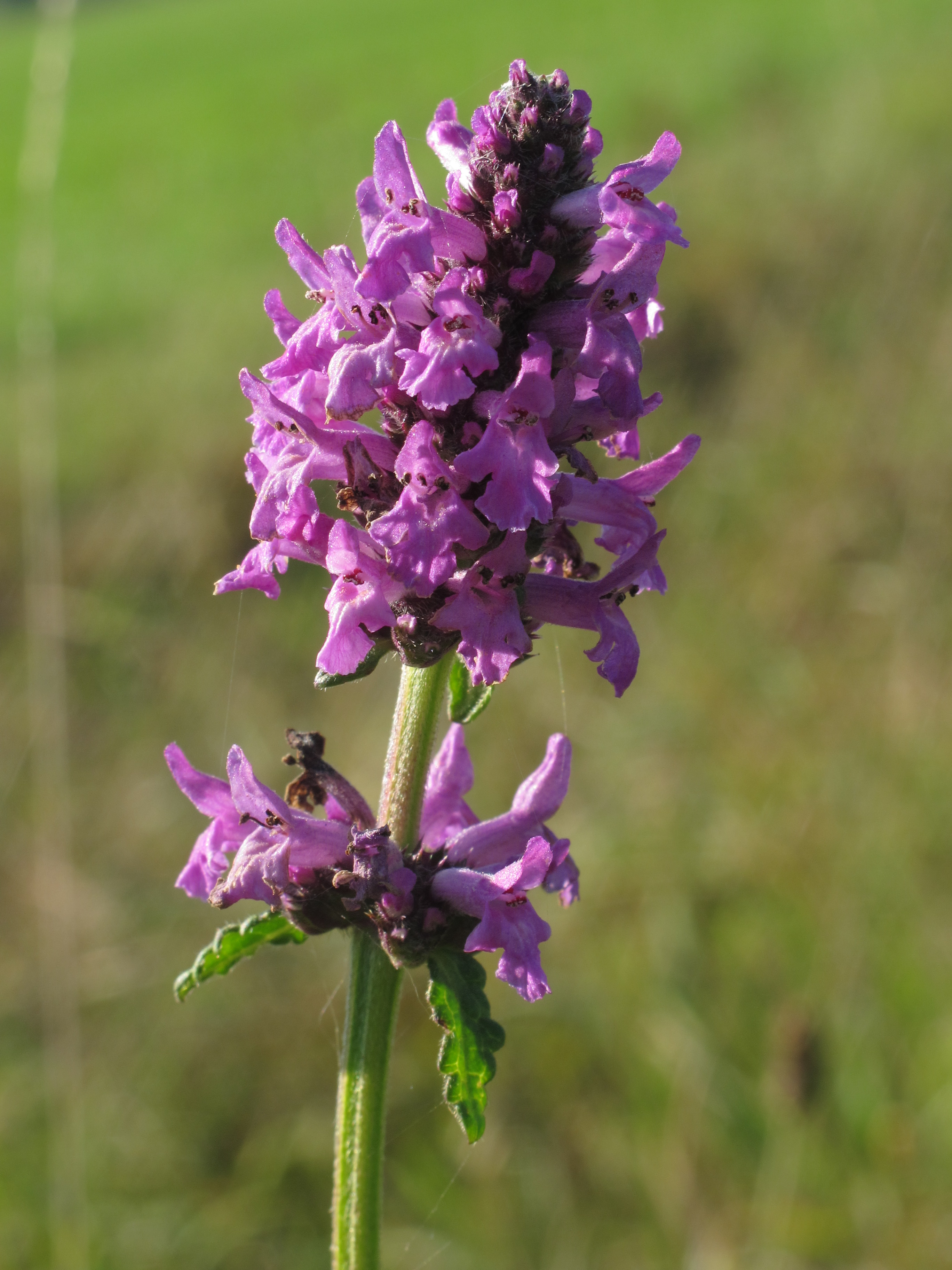
Detalle de la inflorescencia
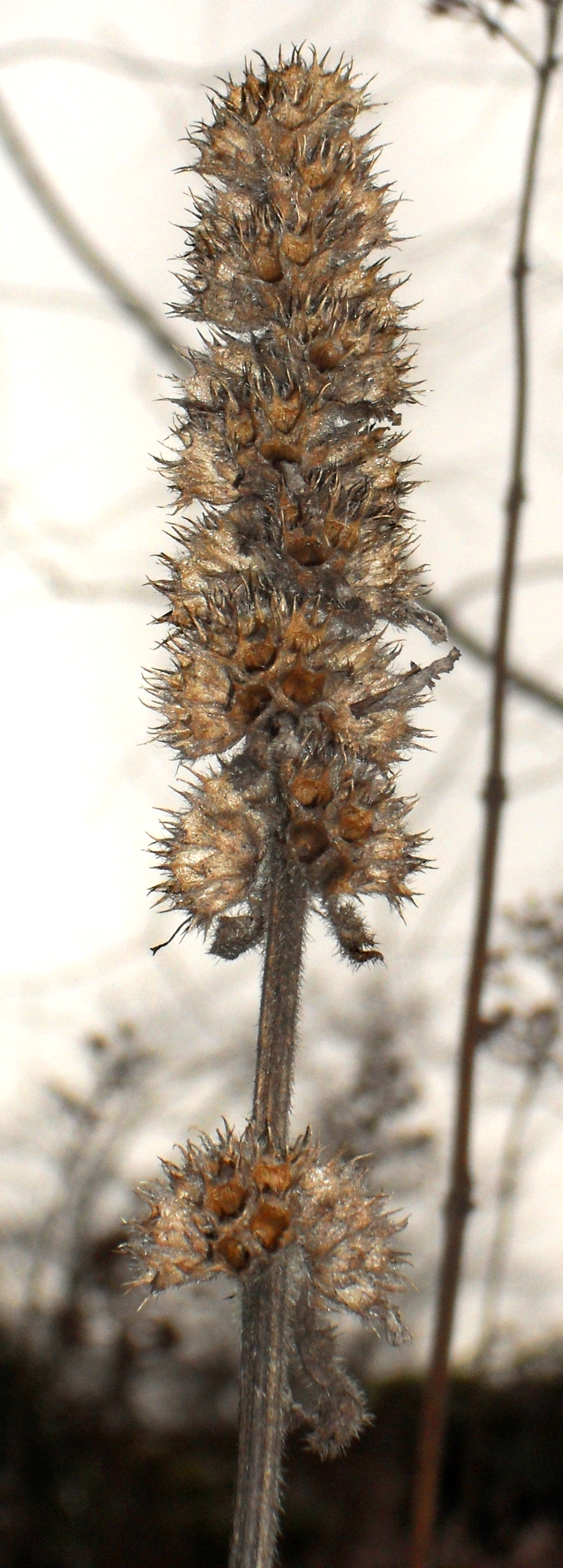
Detalle de la inflorescencia seca
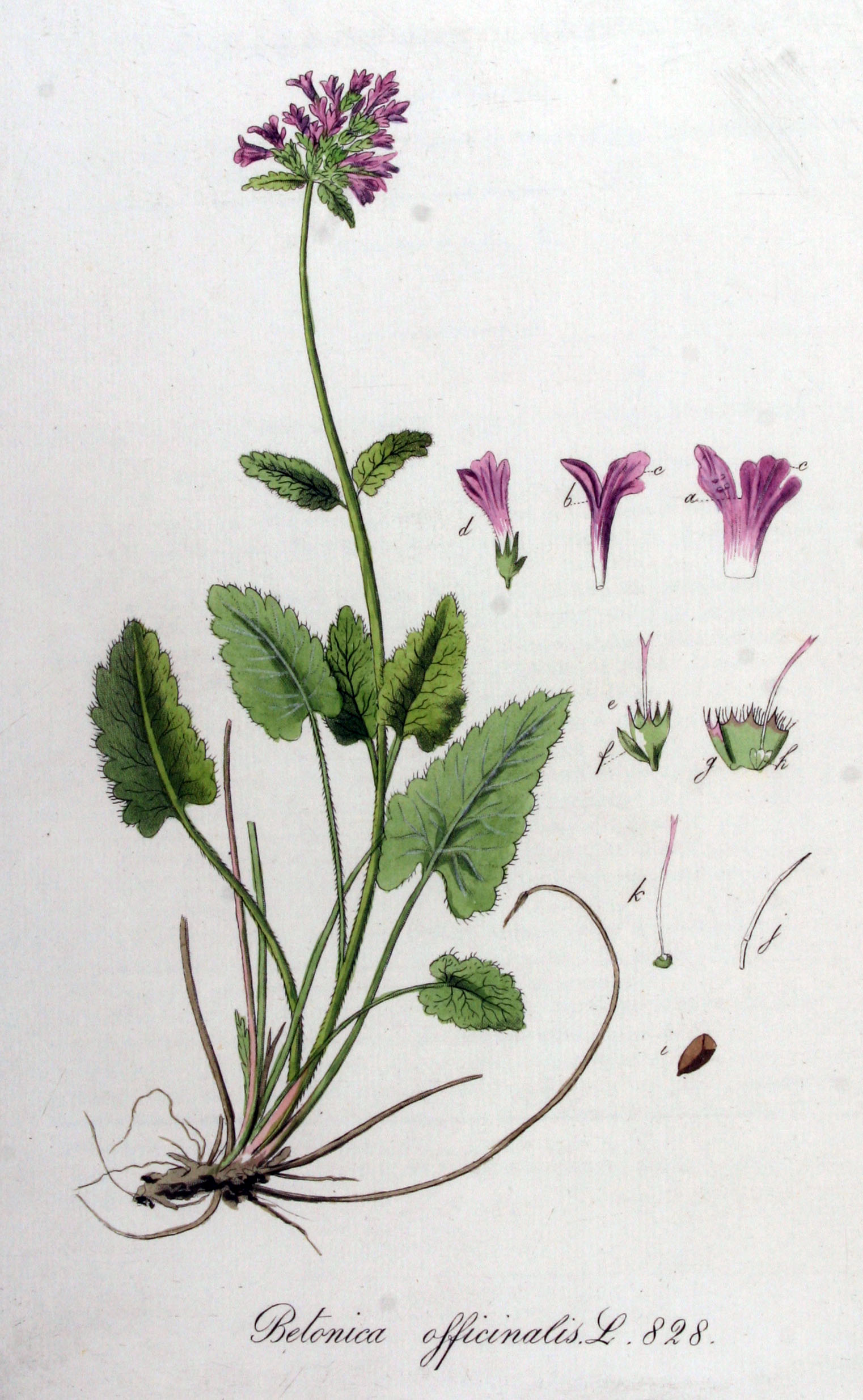
Ilustración de la especie en Flora Batava of Afbeelding en Beschrijving van Nederlandsche Gewassen, Jan Kops y Christiaan Sepp, Vol. 11, p. 838, 1853.
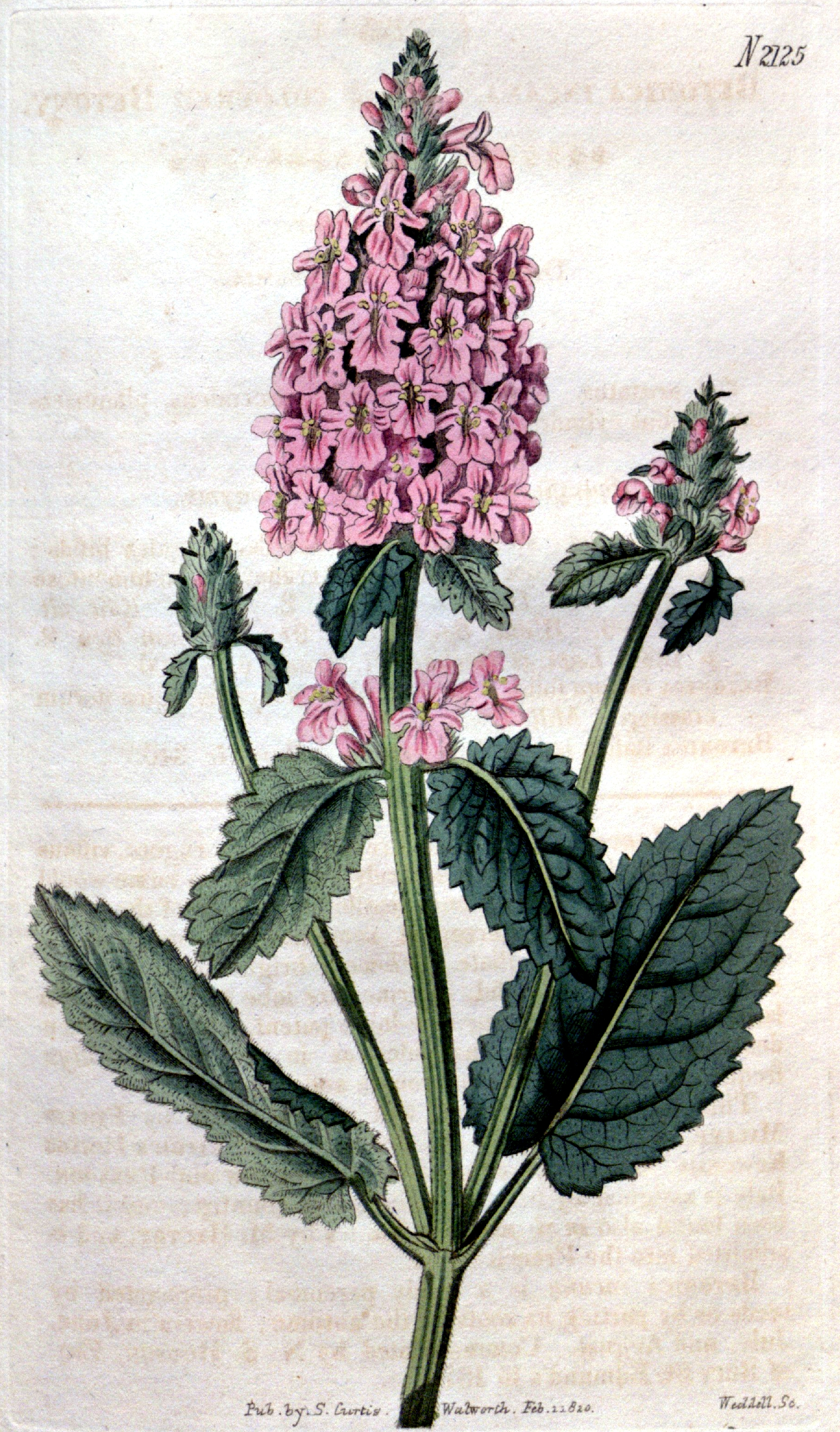
Placa 2125 de la especie en The Botanical Magazine, William Curtis, Vol. 47, 1820.
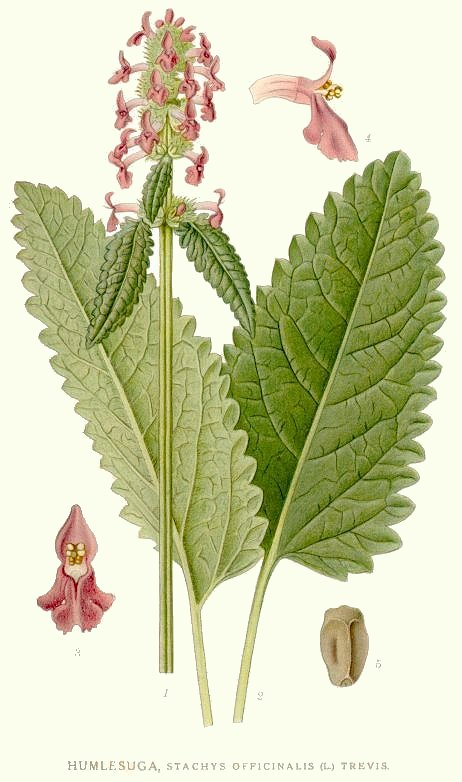
Ilustración de la especie (bajo el sinónimo Stachys officinalis) en Bilder ur Nordens Flora, Carl Axel Magnus Lindman, s. 574, Estocolmo (entre 1917 y 1926).